# امامزاده درب آهنین
امامزاده درب آهنین مربوط به دوره صفوی است و در شهرستان ممسنی، سمت راست جاده کمربندی نورآباد واقع شده و این اثر در تاریخ ۱۶ آذر ۱۳۷۶ با شمارهٔ ثبت ۱۹۴۸ به‌عنوان یکی از آثار ملی ایران به ثبت رسیده است.